# 沈建德
沈建德（1947年3月23日 - ），台灣獨立運動人士，「台灣國臨時政府」總召集人，是「台灣血統論（否認當代台灣的人有漢人移民血統）」創立者與研究者。

## 生平簡介
1947年3月23日生於屏東市，家族相傳「祖籍」福建漳州，但據他自稱家族實際上具有排灣族、荷蘭人、西拉雅族的混合血統。
1966年進入台灣中興大學會計統計系。1980年留學美國，進新墨西哥州立高地大學，獲企管碩士。1989年獲得美國聯邦國際大學企管博士，受業於策略管理（strategic management）鼻祖安索夫。回台後曾任職台灣中興大學企管系副教授，現為「台灣國臨時政府」總召集人。

## 政治活動
沈建德在政治理念上為台灣獨派人士，對於將台灣人視作中國人的中國民族主義十分不以為然，其文章中以研究台灣人的華人或漢族血統真偽為主，作出與主流學界截然不同的宣稱。
1992年，沈建德以無黨籍身分在屏東縣參加1992年中華民國立法委員選舉，得票數1143票、得票率0.29%，未當選。現創辦有《台灣國》網站（www.taiwannation.com.tw）。
2011年2月12日，沈建德批評，民主進步黨天王謝長廷提出的憲法各表的見解與馬英九相同，「豈止前言不對後語而已」。
2013年4月29日，沈建德與公投護台灣聯盟總召集人蔡丁貴、台灣客社社長張葉森、台灣北社秘書長李川信、908台灣國運動總會長王獻極等20多位台獨人士赴日本交流協會台北事務所遞交給日本首相安倍晉三的信函，宣稱：日本根據《舊金山和約》重獲獨立，台灣迄今仍被中華民國军事占领，曾經是台灣殖民母國的日本有責任與義務幫助台灣爭取主權地位。
2014年12月，台南市議會議長選舉爆發民進黨議員跑票醜聞，沈建德撰文批評，台灣獨立建國不能靠民進黨。

## 著作
- 《台灣血統》（台北：前衛出版社，2003年，ISBN: 957801404X）
- 《台灣常識》（台北：前衛出版社，2003年，ISBN: 9578016336）

## 外部連結
- 沈建德（facebook） （页面存档备份，存于）
- 台灣國 （页面存档备份，存于）